# 粕毛

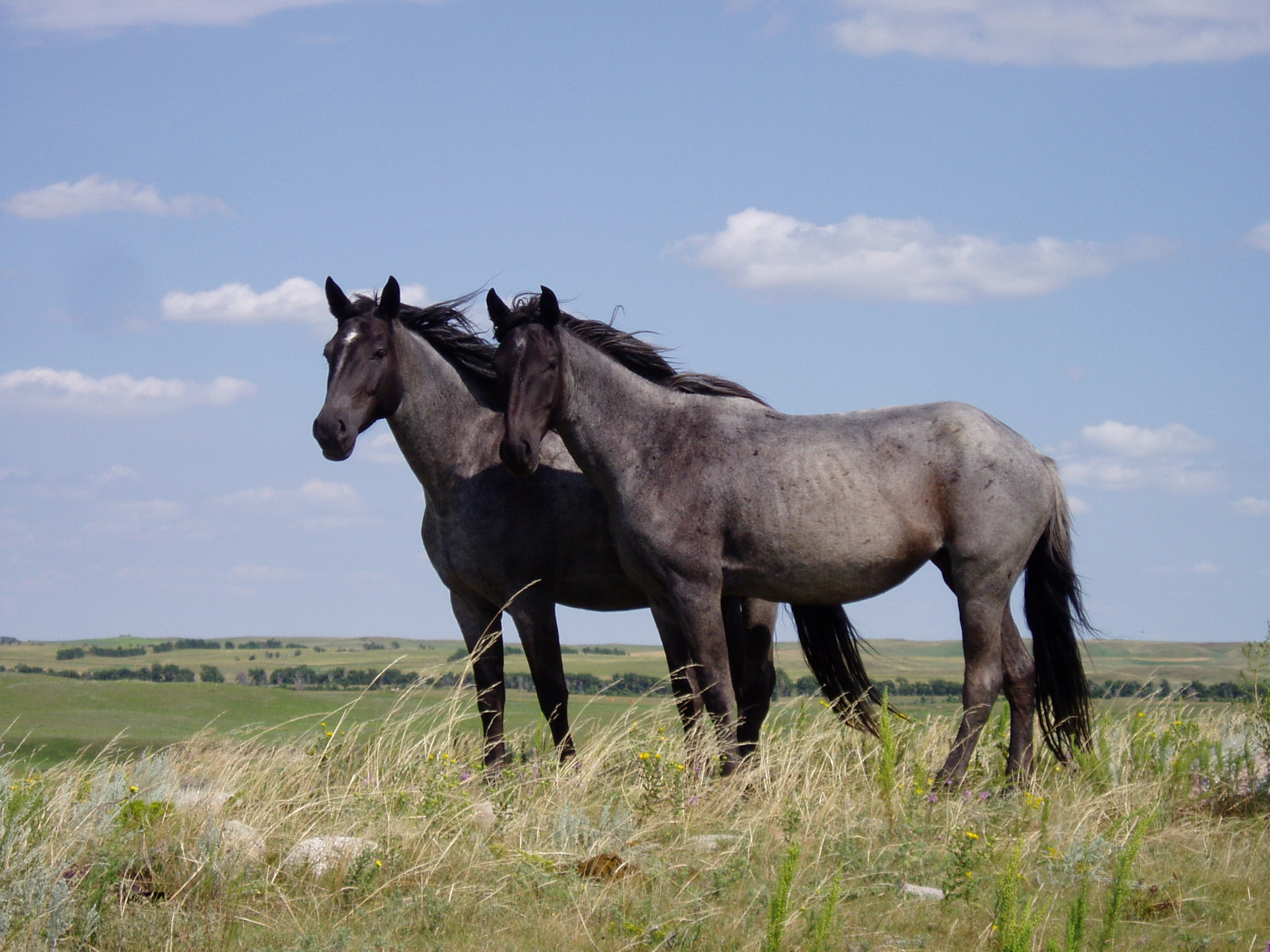
青粕毛の馬

粕毛（かすげ、英: Roan）は馬の毛色のひとつ。原毛色に白色毛が混毛し、体が灰色っぽく見える馬のこと、またはその状態そのものを指す。芦毛や薄墨毛と非常に混同されやすい毛色であるが、別の毛色である。
原毛色により、栗粕毛（原毛色が栗毛系）、鹿粕毛（原毛色が鹿毛系）、青粕毛（原毛色が青毛系）と区別する。

## 特徴
灰色に見える毛色の一つである。この毛色は、芦毛の様に灰色の毛が生えているわけではなく、原毛色と白色毛の混合によって生じている。一般的な例では、首から腰、腹部、四肢の上部にかけて原毛色に白色毛が混毛する。頭部、四肢の下部、長毛は白色毛が少なく、暗い色である。
季節による多少の変動はあるが、芦毛と異なり加齢とともに白くなることはない。また、怪我を負うと、その部分は有色毛に生え換わることがある。

### 粕毛の例
- 栗粕毛
- 鹿粕毛
- 青粕毛
- サビノタイプローン（厳密にいえば粕毛ではない）

## 遺伝法則
粕毛は単純な優性遺伝の法則に従う。ただし、白毛、佐目毛、芦毛は粕毛遺伝子を持っていても粕毛にならないキャリアとなりうる。
粕毛の原因となる遺伝子はまだ特定されていない。最も有力なのは、白毛やサビノと同様、KITである。1980年代には、粕毛遺伝子には劣性の致死作用があるといわれていたが、産駒の全てが粕毛として生まれるホモ粕毛の存在が明らかになり、否定されている。
なお、粕毛にはよく似た様々なタイプがある。中間種やポニーで見られるクラシックローン（古典的粕毛、本当の粕毛）と、それらは厳密にいえば別の毛色である。本来は粕毛の存在しないアラブ種やサラブレッドにも、粕毛に似た毛色の馬が時折生まれてくる。